# Isto
Isto (in croato Ist) è un'isola della Croazia situata a nordovest di Melada e a ovest di Pago.
Amministrativamente appartiene alla città di Zara, nella regione zaratina e fa parte delle isole Liburniche meridionali.

## Geografia fisica

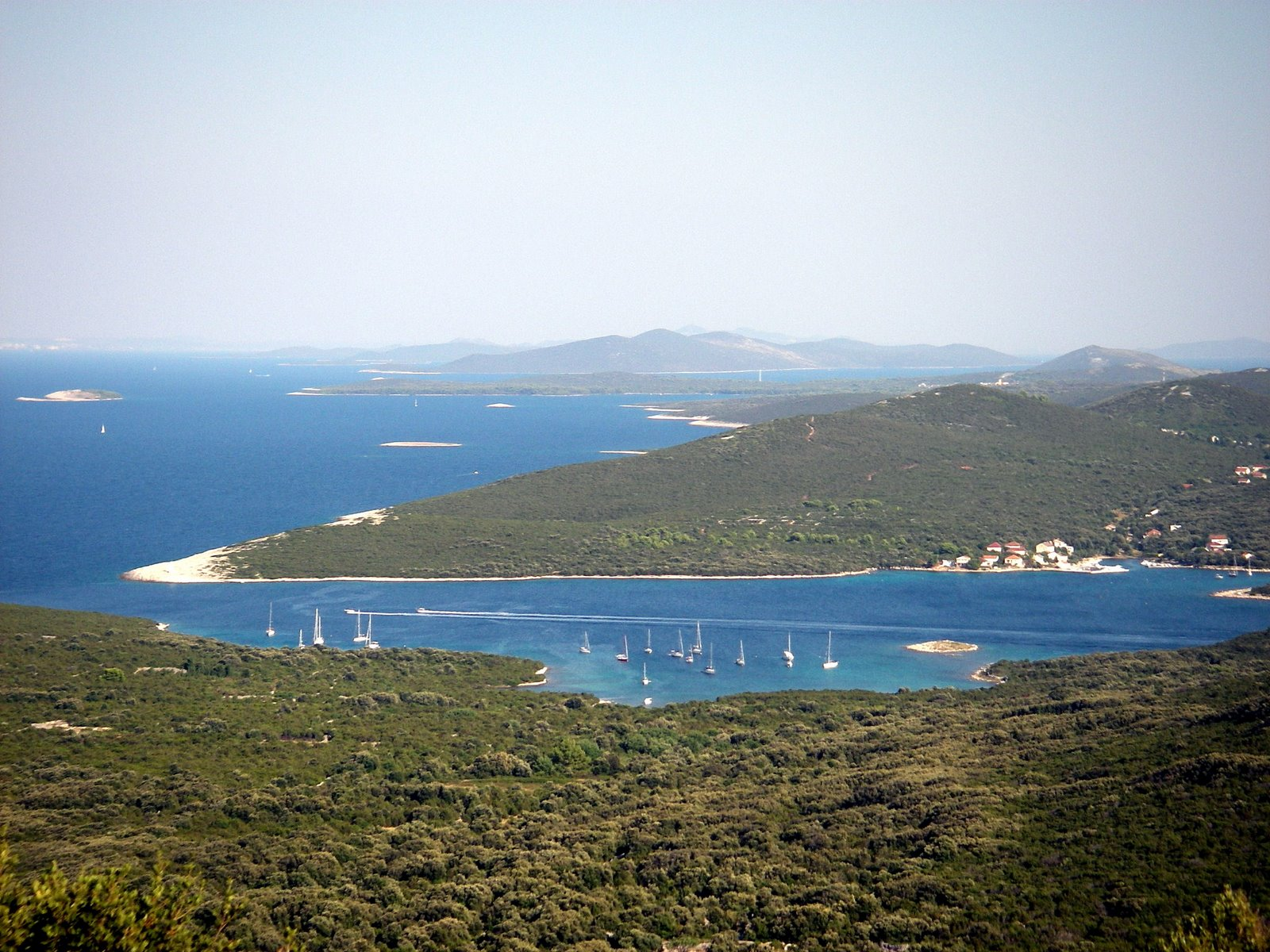
In primo piano la parte meridionale di Isto con l'insenatura di uvala Mljake e lo scoglio Skrivalica. Oltre la bocca di Zapuntello è visibile Melada

Isto è situata nella parte occidentale dell'arcipelago delle isole Liburniche meridionali; è bagnata a ovest dal mar Adriatico e in parte dalla Bocca di Scarda (Skardska vrata) che la separa dall'isola omonima, e a nord e a est dal mare di Puntadura (Virsko more). A sudest, la bocca di Zapuntello (prolaz Zapuntel) la separa da Melada, da cui dista 175 m. Nel punto più ravvicinato, punta Darchio (Artić) nel comune di Brevilacqua, dista dalla terraferma 25 km.
Isto è un'isola irregolare dalla particolare forma a farfalla, con la stretta parte centrale larga appena 450 m e le due "ali" non simmetriche. Misura 4,545 km di lunghezza sull'ala di nordest, 3,79 km sull'ala di sudovest e 3,24 km di larghezza massima passando per il centro. Ha una superficie di 9,734 m² e uno sviluppo costiero di 23,031 km. Al centro dell'ala di nordest, sul monte della Madonna o della Guardia (Straža), raggiunge un'elevazione massima di 175,4 m s.l.m..
Le estremità dell'isola sono: punta Tuf (rt Tuf) a nord, punta Scarda (Škardski rt) a ovest, punta Benussi o capo Benussi (rt Benuš) a sud e punta Tabucini o punta Tabocini (rt Jabučni) a ovest.

### Coste
Le coste di Isto sono ben indentate, con due insenature maggiori e numerosi altri piccoli porti e baie. Lungo le coste si trovano delle particolari formazioni morfologiche, simili a semi-grotte, chiamate garma e alcune fosse naturali.
Tra i promontori, oltre alle già citate estremità, sono degni di nota:
- punta Coca[1][27] (Kok)[10], punta subito a ovest di punta Tuf;
- punta Maurella[28] (Mavrelski rt)[10], promontorio poco a est di punta Scarda;

Le insenature principali sono invece:
- valle Sciroccale[1][3], valle Grande[9], valle Sirocca[7] o porto d'Isto[6][29] (Široka uvala), ampia insenatura nella parte meridionale di Isto, si apre verso sudest tra punta Benussi e l'ingresso della bocca di Zapuntello;
- valle Maestrale[1][3][30] o valle Cosiraccia[6][7][31] (uvala Kosirača)[10], sull'altro lato dell'isola, simmetrica rispetto a valle Sciroccale; è più stretta di quest'ultima[10];
- valle Turtola[1] o valle Tortola[7][32] (uvala Turtula)[10], insenatura lungo la costa orientale di Isto;
- uvala Mljake[10], insenatura a sudest che si apre sulla bocca di Zapuntello;
- Dumboka uvala[10], insenature della costa occidentale;
- uvala Mavrela[10], insenatura a nordovest tra punta Scarda e punta Maurella;
- uvala Luišća[10], insenatura a ovest di valle Maestrale;

Nel porto d'Isto si trova un piccolo faro.

### Geologia e orografia
Isto è principalmente un'isola calcarea dal sottosuolo carsico. La parte nordorientale è composta da calcari con presenza di rudiste del Cretacico superiore (Turoniano-Senoniano). La parte sudoccidentale è invece un poco più vecchia (Cenomaniano-Turoniano) e composta da calcari e dolomiti in alterazione. La zona di punta Tuf è caratterizzata da arenarie rossastre (tufi, come suggerisce il nome) con presenza di conglomerati.
Una delle poche aree coltivabili è la parte nordorientale della zona sudorientale (da uvala Mljake alla pozza d'acqua Jezero), grazie alla presenza di dolomite nel suolo e ai pendii dolci dei rilievi. Nel resto dell'isola i pendii sono più scoscesi, come ad esempio nei dintorni del già citato monte della Madonna, e non permettono lo sfruttamento del suolo per attività agricole.
Sull'ala orientale si innalzano il monte Coca (Kok, 168 m) e il Klonda (121 m), rispettivamente a nordovest e a sudest del monte della Madonna. Sull'ala occidentale i rilievi maggiori sono il Vrh Gore (162,9 m) e il Beljavka (134 m).

### Idrografia
Su Isto non ci sono corsi d'acqua permanenti. L'unico fenomeno idrologico di una certa rilevanza è la piccola pozza Jezero, situata a est del centro abitato di Isto e a sudest del monte della Madonna e usata soprattutto in passato per abbeverare il bestiame. In caso di necessità, gli abitanti di Isto usano anche due pozzi di acqua salmastra situati all'interno del villaggio. Le acque piovane solitamente scivolano in mare o nel sottosuolo a causa di molti fattori, tra cui il carattere carsico dell'isola, le pendenze eccessive della costa e la verticalità dei rilievi.

### Clima
Tipicamente mediterraneo, il clima di Isto è caratterizzato da estati asciutte e calde e da inverni temperati e piovosi. Le temperature medie vanno dai 6,9-7 °C di gennaio ai 23-24 °C di luglio e agosto. Le precipitazioni, seppur elevate nel corso di un anno (889 mm), non sono ben distribuite. Ciò provoca siccità nel periodo estivo, con un forte impatto sull'agricoltura e la vita della popolazione.

### Flora e fauna
Isto è dominata da piante della macchia mediterranea e della gariga appartenenti alla fitocenosi Quercetum ilicis. Oltre al leccio, sull'isola crescono anche cipressi e pini.

### Isole adiacenti
- Scarda (Škarda), isola situata 740 m a ovest di Isto, oltre la bocca di Scarda.
- scoglio Crisizza (Križica o Križica vela), scoglio ovale situato 1,71 km a nordovest di punta Coca.
- Križica mala, piccolo scoglio situato 360 m circa a sudest di Crisizza e 1,3 km a nordovest di punta Coca. Di forma allungata, misura 65 m[36],  20 m[37] di larghezza massima e ha una superficie di 853 m²[8]. 44°18′06.5″N 14°44′21.5″E
- Vodegna (Vodenjak), isolotto a forma di otto rovesciato situato 620 m a ovest di Isto.
- Sorelle (Sestrice), un isolotto e uno scoglio situati 1,35 km a sudovest di Isto.
- Dossaz (Dužac), isolotto allungato posto 1,45 km a sudovest di Isto.
- Scoglio Funestrara[38][39] (hrid Funestrala), piccolo scoglio irregolare situato 575 m a est di Dossaz e 1,15 km a sudovest di Isto. È lungo 50 m[40] e largo 30 m[41]. Ha una superficie di 554 m²[8]. 44°15′08.2″N 14°44′39.5″E
- Galiola[1][42] (Galiola), piccolo scoglio irregolare situato 650 m a sud di Dossaz e 2 km a sudovest di Isto. È lungo 65 m[43] e largo 55 m[44]. Ha una superficie di 1339 m²[8]. 44°14′46″N 14°44′17.5″E
- Cernicova (Črnikovac), isolotto ovoidale situato 285 m a sudovest di Isto e poco a ovest di punta Benussi.
- scoglio Benussi (Benušić), scoglio rotondo posto 255 m a sudovest di punta Benussi.
- Oliveto (Maslinjak), isolotto situato 1,06 km a sudovest di Isto.
- Petroso (Kamenjak), isolotto triangolare situato 925 m a sud di punta Benussi.
- hrid Skrivalica[10], scoglio ovale con un piccolo promontorio nella parte nordoccidentale situato all'ingresso di uvala Mljake nella bocca di Zapuntello, a 75 m dalla costa sudovest di Isto. È lungo 70 m[45] e largo 35 m[46]. Ha una superficie di 1441 m²[8] e un'altezza di 4 m s.l.m.[10] 44°15′54.7″N 14°47′34.5″E

## Storia
Isto è un nome di origine illirica (Gistum), comparabile ad altri simili che portano lo stesso suffisso "-ista", come l'odierna Bast e la bosniaca Bistue. Resti di siti preistorici, liburnici (Gračina nella parte orientale, Jabučina e altri tumuli) e medievali testimoniano la presenza umana sull'isola fin dai tempi antichi.

L'attuale popolazione di Isto è in parte ciò che resta delle popolazioni liburniche e poi romanizzate che, nei secoli medievali, si mescolarono con le popolazioni croate e in seguito con gli immigranti croati che arrivarono dalla terraferma (in parte dalla Bosnia).

Il nome scritto dell'isola appare per la prima volta come Ost nel 1311 e come Isto nel 1527. Dopo il loro arrivo, i Croati trovarono e utilizzarono i nomi lasciati dai Romani, come Funestrala, Mavrela, Turtula etc.
Agli inizi del XVIII secolo la popolazione di Isto crebbe e la parrocchia, fino ad allora sottoposta a quella di Zapuntello, divenne indipendente. La prima menzione della parrocchia di Isto si ha nel 1729, nel codice glagolitico Libar od krizme i Duš (1721-1825) che si è conservato fino ai nostri giorni.

## Geografia antropica

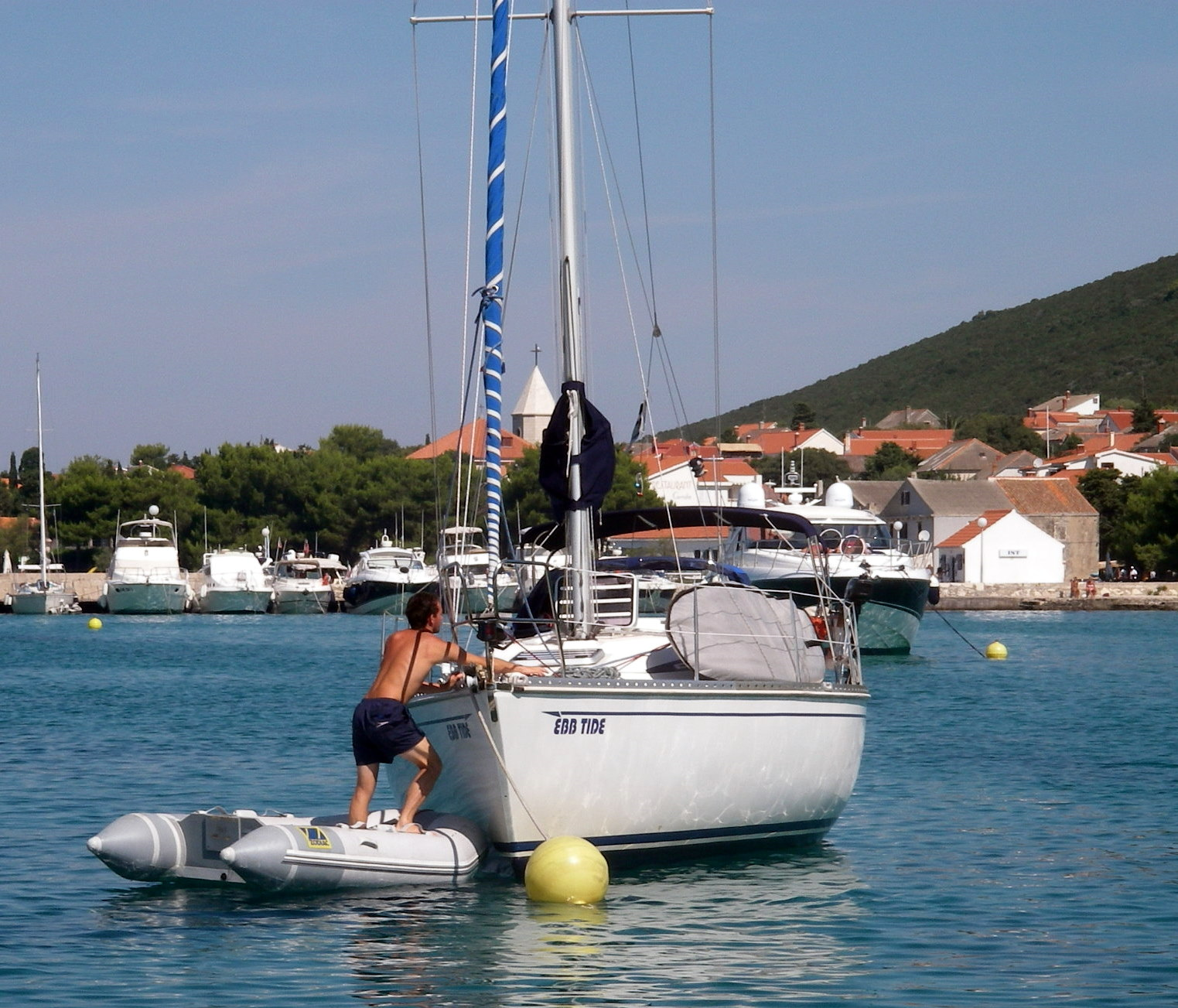
Imbarcazione nel porto d'Isto

Al censimento del 2011 Isto contava 182 abitanti concentrati nel centro principale omonimo al centro dell'isola.

La popolazione ha avuto un aumento tra il XVI secolo e la metà del XX secolo, passando dai 95 abitanti del 1527 ai 466 del 1948. La successiva, forte emigrazione ha portato ad un costante calo negli ultimi cinquant'anni (202 ab. al censimento 2001) fino agli attuali 182 abitanti, il più basso numero registrato in censimenti ufficiali.

### Infrastrutture e trasporti
Ci sono tre linee di traghetti che servono sulla tratta Zara-Isto, una per soli passeggeri e le altre anche per veicoli. Tutte partono da Zara ma, mentre la linea per soli passeggeri è giornaliera, quelle per veicoli hanno cadenze differenti da 2 a 4 volte a settimana a seconda del periodo dell'anno. Tutte queste linee fanno tappa anche su diverse altre isole nei pressi di Zara.

Il porto d'Isto si trova nella valle Sciroccale, nel sud del villaggio.

### Economia
Agricoltura e pesca sono le principali attività lavorative degli abitanti di Isto, seguite da impieghi nel ramo dei trasporti marittimi e da lavori temporanei a bordo dei traghetti. Il turismo è poco sviluppato, limitato a quello nautico.

### Cartografia
- (HR) Mappa topografica della Croazia 1:25000, su preglednik.arkod.hr.
- Carta di cabottaggio del mare Adriatico, foglio V, Milano, Istituto geografico militare, 1822-1824. URL consultato il 28 aprile 2017 (archiviato dall'url originale il 23 agosto 2021).
- G. Giani, Carta prospettiva delle Comuni censuarie della Dalmazia, foglio 2, 1839. Fondo Miscellanea cartografica catastale, Archivio di Stato di Trieste.